# Srednogorowo
Srednogorowo (bułg. Средногорово) – wieś w południowo-środkowej Bułgarii, w obwodzie Stara Zagora, w gminie Kazanłyk. Według danych Narodowego Instytutu Statystycznego, 31 grudnia 2011 roku wieś liczyła 206 mieszkańców. Co roku 6 maja odbywa się sobór.

## Urodzeni w Srednogorowie
- Paun Genow – pisarz